# Final Destination
Final Destination ist ein US-amerikanischer Horrorfilm des Regisseurs James Wong aus dem Jahr 2000. Der finanziell sehr erfolgreiche Film begründete eine Medien-Franchise, die fünf Fortsetzungen sowie eine Reihe von Romanen und Comics umfasst.
Der Film handelt, wie auch seine Sequels, von einer Gruppe junger Menschen, die versucht ihr Schicksal zu überlisten und dem Tod zu entgehen. Nachdem die Gruppe durch eine Zukunftsvision einem tödlichen Unglück entkommen kann, scheint sich der Tod nacheinander alle ihm zugedachten Opfer zu holen.

## Handlung
Alex und seine Schulklasse sollen eine Klassenfahrt nach Paris machen. Als er kurz vor dem Start im Flugzeug sitzt, überkommt ihn eine Zukunftsvision: Er sieht lebhaft, wie das Flugzeug explodiert und alle Passagiere umkommen. Panisch wacht er auf und versucht, seine Mitschüler zum Aussteigen zu bewegen, woraufhin er vom Flugzeugpersonal des Flugzeuges verwiesen wird. Eine Lehrerin und einige wenige Schüler verlassen mit ihm das Flugzeug und wollen im nächsten Flug nachkommen. Im Flughafengebäude versuchen sie zu ergründen, was die genaue Ursache von Alex’ Panikattacke war, als das startende Flugzeug tatsächlich kurz nach dem Abheben in der Luft explodiert. 
Nach einiger Zeit sterben einige der Überlebenden des Fluges 180 auf grausame Weise. Da Alex dabei stets in der Nähe ist, gerät er zunehmend unter Verdacht. Alex ahnt schließlich die Zusammenhänge: Der Tod selbst steckt hinter den mysteriösen und skurrilen Todesfällen. Ihr Sterben war vorbestimmt, und Alex hat dies durch seine Vision verhindert. Er ist sich sicher, dass der Tod sie nun nacheinander doch noch holen will. Er versucht, dies zu verhindern, indem er die anderen warnt, macht sich jedoch noch verdächtiger und steht bald im Zentrum einer Ermittlung des FBI.
Als die Ursachen des Flugzeugabsturzes ans Licht kommen, erkennt Alex die Reihenfolge, in der alle Passagiere umgekommen wären. Bald sind nur noch Alex, Clear und Carter am Leben. Als Clear ihrem Tod entkommen kann, glauben die Drei, damit den Plan des Todes zunichtegemacht zu haben. 
Sechs Monate später machen die drei Urlaub in Paris. Alex stellt dort die Theorie auf, dass die Reihenfolge doch anders gewesen sein könnte und sie dem Tod so doch nicht entkommen sind. Kurz darauf stürzt ein Werbeschild auf sie herunter. Carter kann Alex in letzter Sekunde retten, wird allerdings vom Schild erschlagen, als es zurückschwingt. Kurz vor dem Aufprall endet der Film.

## Ausstrahlung und Synchronisation
Am 20. März 2004 erfolgte die deutsche Erstausstrahlung auf ProSieben mit insgesamt 3,12 Millionen Zuschauern. Die deutsche Synchronisation übernahm die Film- & Fernseh-Synchron GmbH in München. Dialogbuch und -regie stammen von Peter Stein.
| Darsteller           | Rolle              | Synchronsprecher         |
| -------------------- | ------------------ | ------------------------ |
| Devon Sawa           | Alex Browning      | Alexander Brem           |
| Ali Larter           | Clear Rivers       | Karoline Guthke          |
| Kerr Smith           | Carter Horton      | Johannes Raspe           |
| Amanda Detmer        | Terry Chaney       | Anna Carlsson            |
| Tony Todd            | William Bludworth  | Oliver Stritzel          |
| Kristen Cloke        | Ms. Valerie Lewton | Kathrin Simon            |
| Seann William Scott  | Billy Hitchcock    | Hubertus von Lerchenfeld |
| Brendan Fehr         | George Waggner     | Jakob Riedl              |
| Chad E. Donella      | Tod Waggner        | Dirk Meyer               |
| Daniel Roebuck       | Agent Weine        | Michael Schwarzmaier     |
| Roger Guenveur Smith | Agent Schreck      | Gudo Hoegel              |

## Hintergrund
- Der Hergang des Flugzeugabsturzes am Anfang des Films wurde von einer wahren Begebenheit inspiriert, dem Absturz des Trans-World-Airlines-Flug 800 vor Long Island im Jahr 1996.
- Der Film basiert auf einem Drehbuch, das Jeffrey Reddick für die Fernsehserie Akte X geschrieben hatte, jedoch nicht produziert wurde. Regisseur James Wong war zeitweise Produzent bei Akte X.
- Viele Figuren sind nach Regisseuren und Schauspielern aus dem Horror- und Thrillergenre benannt: Billy Hitchcock nach Alfred Hitchcock, Alex Browning und Tod Waggner nach Dracula-Regisseur Tod Browning, Larry Murnau nach Nosferatu-Regisseur Friedrich Wilhelm Murnau, Agent Schreck nach dem Schauspieler Max Schreck und George Waggner nach dem Horror-Filmproduzenten George Waggner.
- Clear sollte zuerst Kimberly heißen. Der Name wurde jedoch später geändert, und die Protagonistin aus Final Destination 2 erhielt diesen Namen.
- Das Lied, das vor fast jedem Tod gespielt wird, ist der Song Rocky Mountain High von John Denver, der im wirklichen Leben bei einem Flugzeugabsturz ums Leben kam. Auch in anderen Teilen der Reihe wird vor einem Tod ein spezielles Lied gespielt.
- Es gibt ein alternatives Ende des Films. Dieses kann auf der DVD unter Extras angesehen werden. Bei diesem alternativen Ende verbrennt Alex, als er Clear rettet. Clear, die vorher gemerkt hat, dass sie von Alex schwanger ist, bekommt neun Monate später ein Baby. Der Film endet damit, dass Carter und Clear mit ihrem Baby und dem Hund am Gedenkstein der Opfer des Fluges 180 stehen. Dann fällt ein Blatt vom Baum und der Film endet.

## Kritiken
“They haven’t made a great or distinguished film, but working within a tired genre with a talented cast, they’ve brought unusual substance and impact to the DTM.”

„Zwar haben sie [die Produzenten] keinen großen oder bedeutenden Film geschaffen, aber indem sie innerhalb eines ausgelaugten Genres mit einer talentierten Besetzung arbeiten, haben sie dem ‚Toter-Teenager-Film‘ ungewöhnlich viel Substanz und Wirkung verliehen.“

„Regie-Debütant James Wong, der bisher als Drehbuchautor für einige ‚Akte X‘-Folgen auftrat, legt mit ‚Final Destination‘ ein einfallsreiches Genre-Werk vor. Wong zeigt harte Schockelemente, die den Namen wirklich verdienen. Die Spannung bleibt auf einem konstant hohen Niveau. Recht makaber und für Zartbesaitete nicht zu empfehlen sind die skurrilen Todesarten. Der schwarze Humor kommt dabei auch nicht zu kurz.“

„‚Final Destination‘ ist gut durchdacht, zuweilen zu sehr konstruiert und mit für ein Erstlingswerk ungewöhnlicher Souveränität in Szene gesetzt.“

## Auszeichnungen
Final Destination wurde 2001 mit einem Saturn Award als bester Horrorfilm ausgezeichnet. Devon Sawa erhielt zudem den Preis für die beste Leistung eines Jungschauspielers. Ali Larter erhielt den Young Hollywood Award in der Kategorie Breakthrough Performance.

## Fortsetzungen
Dem Film folgten bisher fünf Fortsetzungen:
Die erste Fortsetzung, Final Destination 2, wurde unter der Regie von David R. Ellis produziert und lief am 31. Januar 2003 in den US-Kinos und am 6. März 2003 in den deutschen Kinos an. Ali Larter und Tony Todd kehrten in ihre Rollen für den Film zurück.
Die zweite Fortsetzung, Final Destination 3, lief am 10. Februar 2006 in den USA und am 13. April in Deutschland in den Kinos an. Dieser dritte Teil wurde vom Regisseur des ersten Teils, James Wong, produziert. Die einzige Person, die in allen drei Teilen mitgespielt hat, ist Tony Todd, den man allerdings diesmal nur als Originalstimme des Teufels hören kann.
Am 3. September 2009 wurde Final Destination 4 veröffentlicht. Wie auch schon im zweiten Teil führte David R. Ellis Regie. Dieser Teil wurde – wie es eigentlich bei Teil 3 schon hätte geschehen sollen – in 3D produziert.
Final Destination 5 erschien am 25. August 2011 in den deutschen Kinos. Am Ende dieses Films wird durch den Einsatz von Ausschnitten aus dem ersten Teil deutlich, dass es sich hier nicht um eine Fortsetzung, sondern ein Prequel desselben handelt. Dies wiederum zeigt auf, dass die Vorfälle des fünften Teils die Ursprünge der übrigen Teile sind, was die bereits in fast allen Teilen auffälligen Zusammenhänge erklärt. Anders ausgedrückt: Durch die Vorfälle im fünften Teil wird eine Kette ausgelöst, die die Vorfälle von Teil eins bis vier erzeugt und teilweise nahtlos ineinander übergehen lässt (z. B. Teil fünf zu Teil eins).
Der sechste Teil der Reihe, Final Destination 6: Bloodlines, erschien am 15. Mai 2025.